# 한국의 현대 문학 작가 목록
다음은 한국의 현대 문학 작가 목록이다. (갑오경장 이후, 가나다 순)
- 강경애
- 고은
- 고정욱
- 공지영
- 권정생
- 김광균
- 김남주
- 김남천
- 김동리
- 김동인
- 김동환
- 김선영 : 대하소설 <애니깽>, 평전 <배호 평전> 등.
- 김상옥
- 김소월
- 김수영
- 김승옥
- 김영랑
- 김용택
- 김유정
- 김지하
- 나도향
- 노천명
- 류시화
- 마광수
- 모윤숙
- 박경리
- 박두진
- 박목월
- 박상률
- 박재삼
- 박완서
- 박용철
- 박태원
- 법정
- 복거일
- 서정주
- 선우휘
- 신경림
- 신경숙
- 신동엽
- 심훈
- 안도현
- 양귀자
- 염상섭
- 오정희
- 위기철
- 유치환
- 윤동주
- 이광수
- 이기영
- 이무영
- 이문열
- 이병기
- 이범선
- 이상
- 이상화
- 이어령
- 이육사
- 이은상
- 이인직
- 이장희
- 이태준
- 이해인
- 이효석
- 임화
- 장정일
- 전봉건
- 전상국
- 전영택
- 정비석
- 정지용
- 정현종
- 조명희
- 조세희
- 조지훈
- 주요섭
- 주요한
- 채만식
- 최남선
- 최인훈
- 최학송
- 피천득
- 하근찬
- 한용운
- 현기영
- 현진건
- 홍사용
- 황석영
- 황순원